# 沙朗特奈
沙朗特奈（法語：Charentenay，法語發音：[ʃaʁɑ̃tnɛ]）是法国勃艮第-弗朗什-孔泰大区约讷省的一个市镇，属于欧塞尔区。

## 地理
沙朗特奈（47°39'0"N, 3°32'43"E）面积14.64 平方千米，位于法国勃艮第-弗朗什-孔泰大區约讷省，该省份为法国中北部内陆省份，西接卢瓦雷省，西北接塞纳-马恩省，南至涅夫勒省，东临科多尔省，东北与奥布省接壤。
与沙朗特奈接壤的市镇（或旧市镇、城区）包括：米热、库尔松莱卡里耶尔、丰特奈苏富罗讷、富罗讷、穆菲、瓦勒德梅尔西。

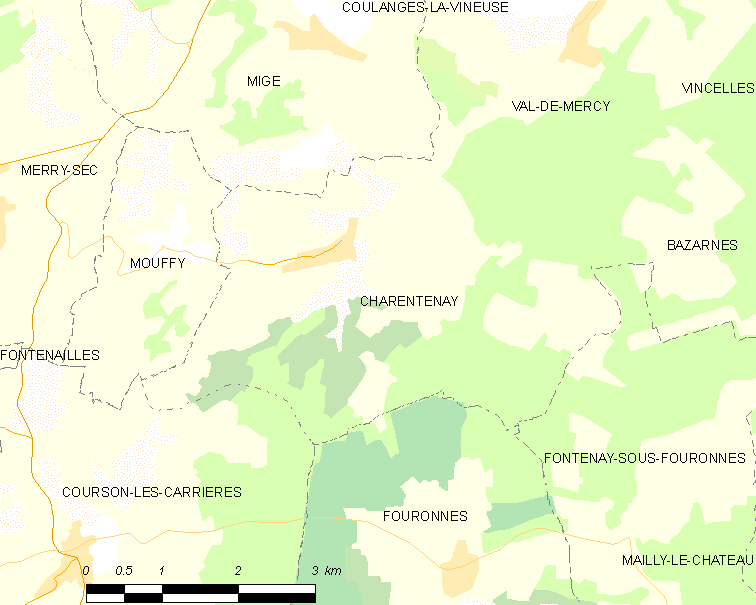
沙朗特奈的OSM定位图

沙朗特奈的时区为UTC+01:00、UTC+02:00（夏令时）。

## 行政
沙朗特奈的邮政编码为89580，INSEE市镇编码为89084。

## 政治
沙朗特奈所属的省级选区为万塞勒县。

## 人口

1962-2008年间沙朗特奈人口变化图示

沙朗特奈于2022年1月1日时的人口数量为286人。